# Caristia
A Caristia az ókori Róma egyik vidám ünnepe volt, amikor a birodalom lakói megkülönböztetett figyelmet fordítottak a családtagjaikra. Az ünnepet az akkori naptár szerint február 22-én tartották. A családfő áldozatot mutatott be Lares-nek, az otthont oltalmazó, a családokat védő istenségen keresztül az ősök szellemének is, hálája jeléül, amiért egész évben óvták őket, és részük lehetett az aznapi ünnepi ételekben.
Ez az ünnep szorosan kapcsolódott az előző nap ünnepéhez (Feralia – a holtak tiszteletének napja, február 21.), amikor az élők őseikre és az elhunyt hozzátartozóikra emlékeztek és a sírjaikon áldozatot mutattak be.